# Minot (Észak-Dakota)
Minot település az Amerikai Egyesült Államok Észak-Dakota államában, Ward megyében, melynek megyeszékhelye is. Lakosainak száma 48 377 fő (2020. április 1.).

## Népesség
A település népességének változása:
| Lakosok száma | 22 032 | 30 987 | 32 290 | 32 843 | 34 544 | 36 567 | 40 888 | 48 377 |
|               | 1950   | 1960   | 1970   | 1980   | 1990   | 2000   | 2010   | 2020   |